# Deliria
Deliria (comercializada internacionalmente como Stage Fright, Bloody Bird o Aquarius) es una película italiana de terror de 1987 dirigida por Michele Soavi en su debut, producida por Joe D'Amato y protagonizada por Barbara Cupisti, David Brandon y Giovanni Lombardo Radice. La trama se centra en un grupo de actores que se encierran en un teatro para ensayar una producción musical, sin saber que un paciente mental que acaba de fugarse acecha en el mismo lugar.

## Sinopsis

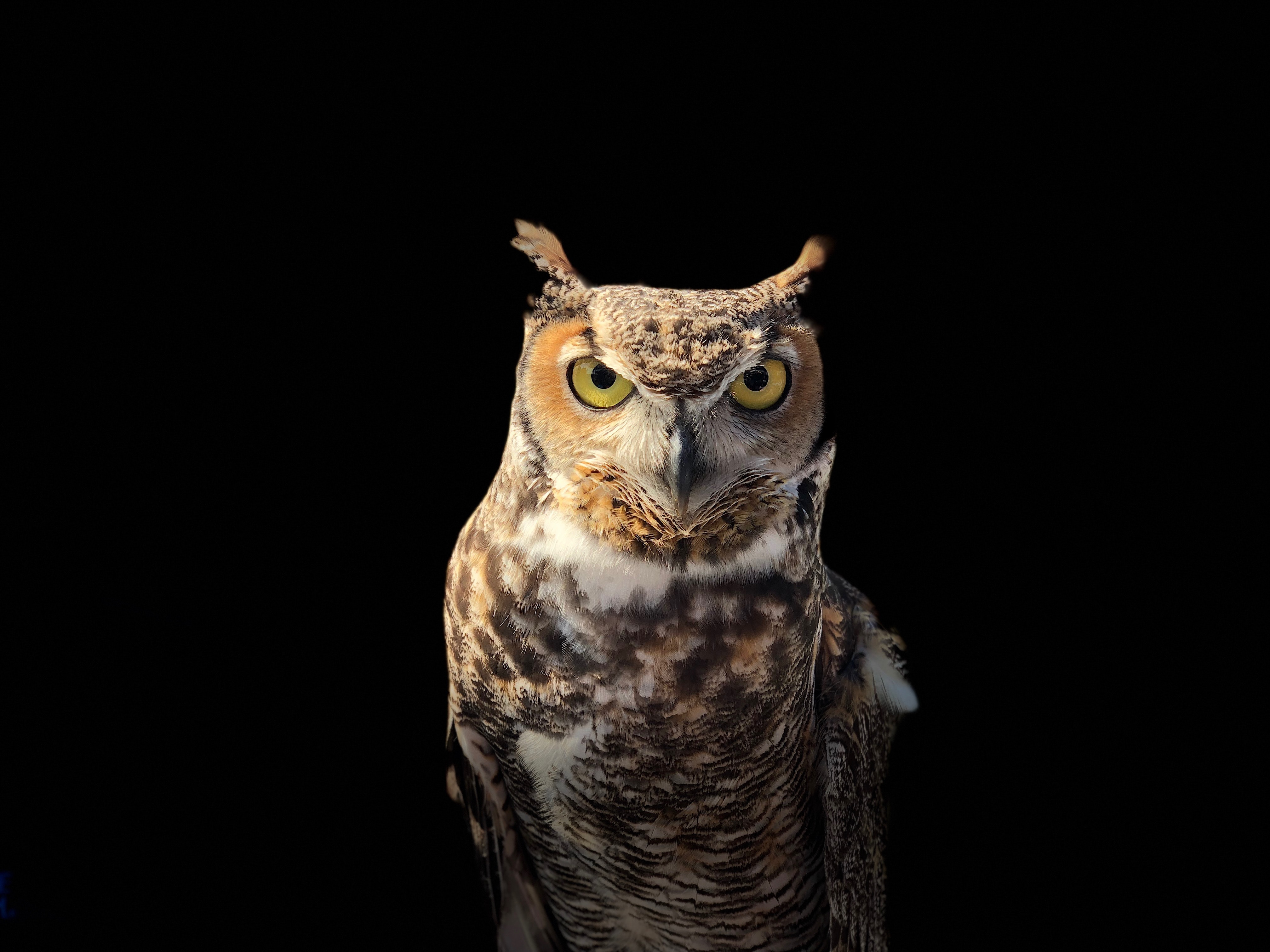
El asesino en serie que aparece en Deliria es conocido como el Búho Nocturno

A altas horas de la noche, en el interior de un teatro, un grupo de actores ensayan un musical sobre un asesino en serie ficticio conocido como el Búho Nocturno. Alicia, una de las actrices principales, se tuerce un tobillo y sale del teatro junto a su compañera Betty para buscar asistencia médica en un hospital, que causalmente termina siendo una instalación para enfermos mentales. Al hablar con el psiquiatra, Betty se fija en un paciente encerrado llamado Irving Wallace, un actor que se volvió loco y cometió un horrendo crimen. Sin que ninguno de ellos se percate, Wallace asesina a uno de los asistentes con una jeringa y se escabulle del asilo para esconderse dentro del coche de Betty, entrando de esta manera al teatro para continuar con su cacería.

## Reparto
| Actor                    | Personaje |
| ------------------------ | --------- |
| Barbara Cupisti          | Alicia    |
| David Brandon            | Peter     |
| Mary Sellers             | Laurel    |
| Robert Gligorov          | Danny     |
| Jo Ann Smith             | Sybil     |
| Giovanni Lombardo Radice | Brett     |
| Martin Philips           | Mark      |
| Piero Vida               | Ferrari   |
| Ulrike Schwerk           | Betty     |

## Acogida
La película ha ganado un estatus de culto con el paso del tiempo. El crítico James Kendrick del portal Q Network la elogió, afirmando que «a veces trasciende su economía de bajo presupuesto y sus trillados requisitos de género para lograr algo sublime que sólo puede describirse como "hitchcockiano"». Por su parte, el autor Nathan Hanneman la consideró uno de los slasher más infravalorados de la década de 1980.
Escribiendo para el portal 1428 Elm, James Devine afirmó: «Tengo a Deliria muy cerca de mi corazón y la pondría fácilmente en mi lista de los cinco mejores slasher de todos los tiempos. Aunque parezca un poco exagerada y extraña la primera vez, insto a los espectadores para que le den una nueva oportunidad, ya que se trata de un esfuerzo muy sólido de un director novato».